# Clarín (pisarz)
Leopoldo García-Alas y Ureña (znany jako Clarín), ur. 25 kwietnia 1852 w Zamorze, zm. 13 czerwca 1901 w Oviedo – hiszpański pisarz, publicysta i krytyk literacki.

## Życiorys
Dzieciństwo spędził w León i Guadalajarze. W wieku 13 lat rozpoczął edukację w Oviedo, gdzie ukończył studia i rozpoczął pracę jako prawnik. Lata 1871–1878 spędził w Madrycie, pracując jako dziennikarz. Tutaj też obronił pracę doktorską zatytułowaną „Prawo i moralność” (El Derecho y la Moralidad). Następnie przez rok wykładał w Saragossie, by wreszcie w roku 1883 objąć katedrę prawa rzymskiego na uniwersytecie w Oviedo.

## Twórczość
Clarín był autorem powieści psychologiczno-obyczajowych, opowiadań o charakterze refleksyjnym i dramatów oraz licznych esejów literackich. Był głównym przedstawicielem XIX-wiecznego realizmu hiszpańskiego. W swoich utworach występował w obronie demokracji, postępu i tolerancji religijnej. W narracji stosował charakterystyczne dla XIX-wiecznej prozy realistycznej środki stylistyczne, m.in. monolog wewnętrzny.
Najbardziej zasłynął jednak jako bezkompromisowy krytyk literacki. Był autorem uszczypliwych, a często i zjadliwych artykułów, zwanych eufemistycznie „gawędami” (paliques). Dawał w nich wyraz swoim liberalnym i antyklerykalnym poglądom. Artykuły te stanowiły w Hiszpanii głos, z którym się liczono i którego się obawiano. Właśnie ta sfera jego działalności przysporzyła mu sławy, ale równocześnie i wielu wrogów w świecie literatury.

### Najważniejsze utwory
Powieści:
– La Regenta (Regentka) – 1884-1885
– Su único hijo – 1890
Zbiory opowiadań:
– Doña Berta – 1892
– Adiós, Cordera! – 1892
– Cuentos morales – 1896
– El gallo de Sócrates – 1900